# Gotthard
Gotthard é uma banda de rock originária de Lugano, Ticino, na Suíça.

## História
A história do Gotthard começou em 1989 na cidade de Lugano, quando o vocalista Steve Lee e o guitarrista Leo Leoni deixaram o Forsale e montaram a banda Krak, gravando um álbum que permanece na gaveta até hoje. O amigo e baixista Marc Lynn completou o time e depois de algumas trocas de baterista, Hena Habegger assumiu o posto.
Banda estabilizada, começaram a trabalhar com o propósito de fazer um som que pudesse ultrapassar as fronteiras suíças para ganhar a Europa. Os integrantes não estavam contentes com o nome "Krak", pois tinha muita semelhança com o Krokus, outra banda suíça. Leoni sugeriu o nome "Gotthard", que é uma referência a uma grande e rochosa montanha suíça.
Em 1992, a banda lançou o single "Firedance". No mesmo ano, disponibilizou o álbum de estreia, autointitulado, alcançando a quinta colocação da Schweizer Hitparade.
Com o sucesso do álbum, a banda gravou clipes para "Hush" e "All I Care For" que passaram na MTV e outros canais de TV suíços. Tocou em vários festivais pela Europa. Em 1993 a banda foi indicada ao World Music Awards e foi vencedor de dois prêmios suíços, o Rete 3 Award e o Golden Reel.
No ano seguinte, lançou Dial Hard, alcançando a primeira posição da Schweizer. Fizeram uma extensa turnê, tocando em vários festivais incluindo o de Mountreux, transmitido ao vivo para toda a Europa.
Em 1996, veio G. que ganhou status de platina na Suíça, e permaneceu por várias semanas como o álbum suíço nº 1 no Top 50 da Alemanha.[carece de fontes?] No final do mesmo ano a banda apresenta seu mais novo guitarrista, Mandy Meyer, que já havia passado pelo Krokus e Asia entre outras bandas.
EM 1997, lançou o single "One Life One Soul" com a cantora lírica Montserrat Caballé. A canção permaneceu por dez semanas nas paradas suíças, fazendo com que a banda aparecesse ao lado da cantora em programas de TV da Suíça, Alemanha e Espanha. Neste mesmo ano lançam um álbum acústico chamado Live & Acoustic D'Frosted.
Em 1999, lançou o quinto álbum, Open, um trabalho diferente dos anteriores, mais leve e melódico. No ano seguinte, mais um lançamento: Homerun, que aumentou ainda mais o prestígio da banda por toda a Europa.[carece de fontes?] Em março de 2002 o Gotthard lançou um DVD ao vivo chamado More Than Live. Também é de 2002 o álbum Human Zoo, gravado no próprio estúdio da banda, na Suíça.
Após um longo tempo, a parceria com a gravadora BMG terminou. A banda já não estava contente por não ter seus álbuns lançados mundialmente. Compôs o tema da Equipe Olímpica Suíça para os jogos de Atenas e lançou em 2004 o álbum Lipservice. Em 2007 e 2009 vieram os álbuns Domino Effect e Need to Believe, respectivamente.
Em 5 de outubro de 2010, Steve Lee morreu em um acidente de trânsito próximo de Las Vegas, quando um caminhão desgovernado bateu em uma motocicleta a qual atingiu o músico. A banda ficou em hiato até janeiro de 2011 quando divulgou mensagens dos integrantes anunciando que pretendem continuar com banda com um novo vocalista a ser integrado ao grupo.
Em 20 de novembro de 2011, o grupo divulgou Nic Maeder como novo vocalista. Em 2012, lançou o primeiro álbum com novo músico, intitulado de Firebirth, estreando na primeira colocação da Schweizer. O segundo disco com Maeder, Bang!, foi disponibilizado em abril de 2014. Posteriormente, lançou o Silver em 2017 e o #13 em 2020, dos quais todos alcançaram a primeira posição nas paradas suíças.

## Discografia
- 1992: Gotthard
- 1994: Dial Hard
- 1996: G.
- 1997: D'Frosted
- 1999: Open
- 2001: Homerun
- 2002: One Life One Soul (Best of Ballads)
- 2003: Human Zoo
- 2004: One Team One Spirit (Best of Album)
- 2005: Lipservice
- 2006: Made In Switzerland
- 2007: Domino Effect
- 2007: B-Sides '1992-2007'
- 2009: Need To Believe
- 2012: Firebirth
- 2014: Bang!
- 2017: Silver
- 2020: #13

## Membros
- Leo Leoni - guitarra elétrica, vocal de apoio
- Marc Lynn - baixo, vocal de apoio
- Hena Habegger - bateria, vocal de apoio
- Freddy Scherer - guitarra, vocal de apoio
- Nic Maeder - vocal

### Ex-integrantes
- Steve Lee - vocais
- Igor Gianola - guitarra
- Mandy Meyer - guitarra

## Videografia
- 2002: More Than Live (DVD)
- 2006: Made in Switzerland "(DVD+CD)"
- 2011: Homegrown - Alive in Lugano "(DVD+CD)"